# Svensköps socken
Svensköps socken i Skåne ingick i Frosta härad, med en del före 1890 i Gärds härad och området ingår sedan 1971 i Hörby kommun och motsvarar från 2016 Svensköps distrikt.
Socknens areal är 36,36 kvadratkilometer varav 36,25 land. År 2000 fanns här 379 invånare. Kyrkbyn Kilhult (Svensköp) med sockenkyrkan Svensköps kyrka ligger i socknen.

## Administrativ historik
Socknen har medeltida ursprung. Före 1890 hörde en del av socken till Gärds härad.
Vid kommunreformen 1862 övergick socknens ansvar för de kyrkliga frågorna till Svensköps församling och för de borgerliga frågorna bildades Svensköps landskommun. Landskommunen uppgick 1952 uppgick i Östra Frosta landskommun som uppgick 1969 i Hörby köping som ombildades 1971 till Hörby kommun. Församlingen uppgick 2002 i Hörby församling.
1 januari 2016 inrättades distriktet Svensköp, med samma omfattning som församlingen hade 1999/2000.  
Socknen har tillhört län, fögderier, tingslag och domsagor enligt vad som beskrivs i artikeln Frosta härad. De indelta soldaterna tillhörde Norra skånska infanteriregementet, Gärds och Frosta kompani och Skånska dragonregementet, Sallerups skvadron, Majornss kompani.

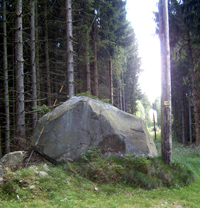
Pissestenen i Svensköp, ett stort flyttblock utmed gamla kyrkvägen. Här var sista chansen att före kyrkbesöket förrätta sina behov, kvinnorna vid ena sidan och männen vid andra.

## Geografi
Svensköps socken ligger öster om Hörby på Linderödsåsen. Socknen är en kuperad mossrik skogsbygd med höjder som når 195 meter över havet.
Svensköps socken består av nio byar: Svensköp vars by omnämns för första gången 1377 och vars namn nu övertagits av kyrkbyn Kilhult med äldsta belägg från Landeboken 1569, Elmhult omnämns 1465, Bylycke med äldsta belägg från 1494, Harphult med äldsta belägg från 1537, Högestad, Östensköp, Maa och Hulta.
Förr fanns det skolhus i Svensköp, Kilhult och Elmhult. Idag finns bara Kilhults skola kvar, en F-6-skola.
Vägen mellan Svensköp och Huaröd kallas Prästavägen.
Skåningsbodabacken ligger i östra delen av socknen och med sina 195 meter över havet är det en av Linderödsåsens högsta punkter.
Verkastenen i Svensköp är sten nummer 18 i Verkalinjen och en av tre som hittats av de ursprungliga 21. Andrarums alunbruk på Christinehof anlades 1637 och var landets enda alunbruk. Tillverkningen av alun krävde mycket virke och bruket hade fram till 1823 rätt till all skog inom en cirkel på två mils radie som markerades med 21 stora stenar.

## Fornlämningar
Från stenåldern är två boplatser funna. 
Det fanns en offerkälla, Sankt Lars källa, på socknens område. På grund av vidskepelse blev källan igenkastad i slutet på 1600-talet.

## Namnet
Namnet skrevs 1390 Suensköb och kommer från kyrkbyn. Namnet innehåller namnsnamnet Sven och köp, i betydelsen köpt gård, köpt mark'.

## Personer från bygden
- Ola Lundberg, (1852-1921), hembygdsforskare, lantbrukare, författare och bokförläggare.
- Hjalmar Nilsson, agronom och rektor vid Alnarps Lantbruks-, Mejeri- och Trädgårdsinstitut 1941-1953.
- Nils Persson, (1901-1969), folkpartist, riksdagsman för Malmöhus län 1944-1952 samt 1956-1958.
- Ored Speleman (Ored Andersson), (1820-1910).
- Anders Sterner, riksdagsman och filosofie doktor.